# Raymond Kegeris
Raymond Kegeris (Bellwood, 10 settembre 1901 – Los Angeles, 14 agosto 1975) è stato un nuotatore statunitense.

## Palmarès

### Olimpiadi
- Argento a Anversa 1920 nei 100 metri dorso maschili.